# Idioma cachemir
El cachemir o cachemiro es una lengua dárdica que se usa principalmente en Cachemira, región montañosa dividida entre India, Pakistán y China. Tiene unos 7.197.587 hablantes.
Es un idioma del tipo SVO. Originalmente se escribía en alfabeto sharada, pero en la actualidad se escribe con el alfabeto persa. La composición literaria más antigua que ha sobrevivido hasta la actualidad es la poesía de Lalleshvari, una poeta mística del siglo XIV.
La escritura en cachemir va decayendo debido a razones políticas y a la falta de educación formal en cachemir. Los hablantes del idioma también van decreciendo.
El cachemir tiene una rica herencia en forma de múltiples poetas y cantantes. Fue la lengua de muchos poetas de la era sufí. Las canciones en cachemir, también conocido como kashur entre sus hablantes, se conocen como 'gewun' (pronunciado 'guewon') y las canciones a coro como 'wonwun' (pronunciado 'wanwon').